# Peripandalus
Peripandalus is een geslacht van kreeftachtigen uit de klasse van de Malacostraca (hogere kreeftachtigen).

## Soort
- Peripandalus serratus (A.Milne-Edwards, 1873)